# Łosice (gemeente)
De gemeente Łosice is een stad- en landgemeente in het Poolse woiwodschap Mazovië, in powiat Łosicki.
De zetel van de gemeente is in Łosice.
Op 30 juni 2004 telde de gemeente 11 263 inwoners.

## Oppervlakte gegevens
In 2002 bedroeg de totale oppervlakte van gemeente Łosice 121,22 km², waarvan:
- agrarisch gebied: 82%
- bossen: 10%

De gemeente beslaat 15,71% van de totale oppervlakte van de powiat.

## Demografie
Stand op 30 juni 2004:
| Omschrijving                   | Totaal | Totaal | Vrouwen | Vrouwen | Mannen | Mannen |
| ------------------------------ | ------ | ------ | ------- | ------- | ------ | ------ |
| eenheid                        | aantal | %      | aantal  | %       | aantal | %      |
| inwoners                       | 11 263 | 100    | 5685    | 50,5    | 5578   | 49,5   |
| bevolkingsdichtheid (inw./km²) | 92,9   | 92,9   | 46,9    | 46,9    | 46     | 46     |

In 2002 bedroeg het gemiddelde inkomen per inwoner 1345,19 zł.

## Administratieve plaatsen (sołectwo)
Biernaty Średnie, Chotycze, Chotycze-Kolonia, Czuchleby, Dzięcioły, Jeziory, Łuzki, Meszki, Niemojki, Niemojki-Stacja, Nowosielec, Patków, Prusy, Rudnik, Stare Biernaty, Szańków, Szańków-Kolonia, Świniarów, Toporów, Woźniki, Zakrze.

## Aangrenzende gemeenten
Huszlew, Mordy, Olszanka, Platerów, Przesmyki, Stara Kornica